# دخيل ألماني

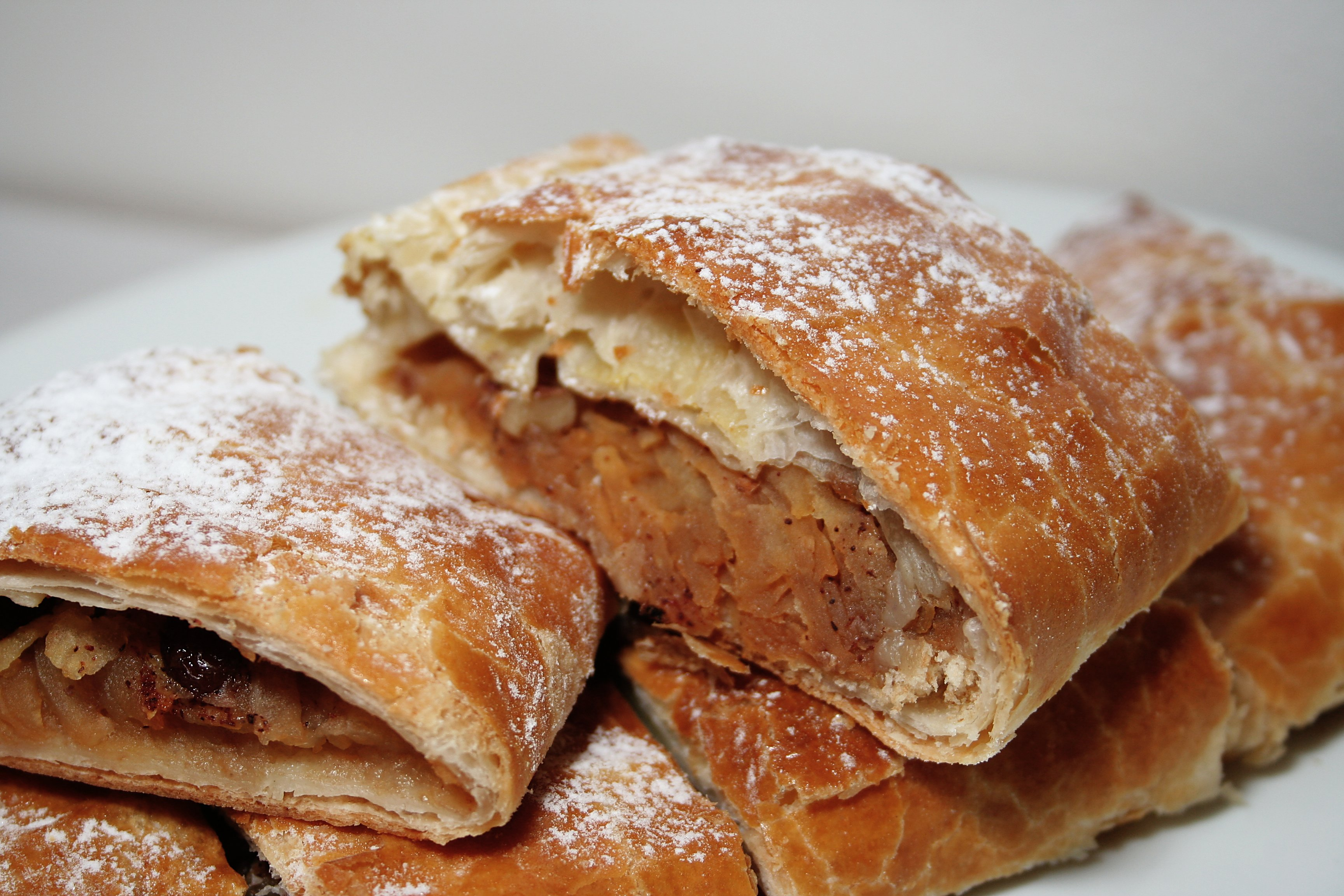

الدخيل الألماني (الجِرمانِسم، من Germān(icus)_-ism) هو كل لفظ دخيل أو معنى أخذته عن الألمانية اللغات الأخرى.
الدخيل الألماني في العربية قليل قياسا بغيره من الأجنبي، وأكثره دخيل دولي.